# Bianca Doria
Bianca Maria Doria (San Gregorio nelle Alpi, 22 settembre 1915 – Grand Rapids, 2 febbraio 1985) è stata un'attrice italiana.

## Biografia
Nata a San Gregorio nelle Alpi, da sempre attratta dal mondo teatrale, si trasferì a Roma per frequentare i corsi di recitazione presso l'Accademia nazionale d'arte drammatica. Dopo il diploma venne notata da Piero Ballerini, che la fece scritturare per una piccola parte nel film Piccolo hotel (1939), occasione nella quale «critica e pubblico la salutarono come una rivelazione, qualcuno paragonandola a Katharine Hepburn».
Moglie del regista Alberto Doria, di cui assunse il cognome anche nella carriera cinematografica, nel 1943 seguì il marito a Venezia per lavorare nel Cinevillaggio della Giudecca, dove si trasferirono diversi esponenti del mondo del cinema con una parte delle attrezzature di Cinecittà. In tale ambito apparirà in sei pellicole e sarà oggetto di non poche critiche e contrasti a guerra finita, con  l'inserimento del suo nome nella "Lista nera" di coloro che avevano scelto la RSI, benché secondo alcuni si fosse trattato più di necessità artistiche che di adesione politica.
Rimasta vedova per la morte del marito in un incidente stradale nel 1944, nel dopoguerra rientrò a Roma e riprese l'attività partecipando a diversi film, ma sempre in parti secondarie. Di poco rilievo la sua carriera di attrice teatrale, dove si ricorda una sua partecipazione alla compagnia di Cesarina Gheraldi, e altrettanto scarsi i suoi lavori televisivi, tra cui un'apparizione nel 1984 in I ragazzi di celluloide, diretto da Sergio Sollima.

## Filmografia

Bianca Doria ne L'ultimo sogno (1947)

- Piccolo hotel, regia di Piero Ballerini (1939)
- Brivido, regia di Giacomo Gentilomo (1941)
- Noi vivi, regia di Goffredo Alessandrini (1942)
- Addio Kira!, regia di Goffredo Alessandrini (1942)
- La danza del fuoco, regia di Giorgio Simonelli (1943)
- Il ponte sull'infinito, regia di Alberto Doria (1943)
- Cortocircuito, regia di Giacomo Gentilomo (1943)
- Vietato ai minorenni, regia di Mario Massa e Domenico Gambino (1944)
- Lettere al sottotenente, regia di Goffredo Alessandrini (1943)
- Fiori d'arancio, regia di Hobbes Dino Cecchini (1944)
- Trent'anni di servizio, regia di Mario Baffico (1944)
- L'angelo del miracolo, regia di Piero Ballerini (1945)
- Senza famiglia, regia di Giorgio Ferroni (1946)
- Ritorno al nido, regia di Giorgio Ferroni (1946)
- L'ultimo sogno, regia di Marcello Albani (1947)
- L'apocalisse, regia di Giuseppe Maria Scotese (1947)
- Fantasmi del mare, regia di Francesco De Robertis (1948)
- Monastero di Santa Chiara, regia di Mario Sequi (1949)
- La strada finisce sul fiume, regia di Luigi Capuano (1950)
- Mater Dei, regia di Emilio Cordero (1950)
- Domani è un altro giorno, regia di Léonide Moguy (1951)
- Salvate mia figlia, regia di Sergio Corbucci (1951)
- Anna, regia di Alberto Lattuada (1951)
- L'ultima sentenza, regia di Mario Bonnard (1951)
- Vacanze col gangster, regia di Dino Risi (1952)
- Dramma sul Tevere, regia di Tanio Boccia (1952)
- Inganno, regia di Guido Brignone (1952)
- Il mondo le condanna, regia di Gianni Franciolini (1953)
- Per salvarti ho peccato, regia di Mario Costa (1953)
- Maddalena, regia di Augusto Genina (1954)
- Ho ritrovato mio figlio, regia di Elio Piccon (1954)
- Avanzi di galera, regia di Vittorio Cottafavi (1954)
- Guai ai vinti, regia di Raffaello Matarazzo (1954)
- Suor Letizia, regia di Mario Camerini (1956)
- Sigfrido, regia di Giacomo Gentilomo (1957)
- Fantasmi e ladri, regia di Giorgio Simonelli (1959)
- Il sicario, regia di Damiano Damiani (1960)
- I fratelli corsi, regia di Anton Giulio Majano (1961)
- La guerra di Troia, regia di Giorgio Ferroni (1961)
- Maciste contro i mongoli, regia di Domenico Paolella (1963)
- Il nero, regia di Giovanni Vento (1967)
- Odissea, regia di Franco Rossi - miniserie TV (1968)
- Una breve stagione, regia di Renato Castellani (1969)
- Michele Strogoff, corriere dello zar, regia di Eriprando Visconti (1970)
- Il vero e il falso, regia di Eriprando Visconti (1972)
- La morte negli occhi del gatto, regia di Antonio Margheriti (1973)
- Don Camillo, regia di Terence Hill (1983)

## Il teatro
- I fratelli, commedia di Publio Terenzio Afro, regia di Luigi Squarzina 1950

## Doppiatrici
- Lydia Simoneschi ne Il ponte sull'infinito, Odissea
- Tina Lattanzi in Cortocircuito
- Wanda Tettoni in La guerra di Troia